# Dee Nunatak
Dee Nunatak är en nunatak i Antarktis. Den ligger i Västantarktis. Inget land gör anspråk på området. Toppen på Dee Nunatak är 287 meter över havet.
Terrängen runt Dee Nunatak är kuperad åt sydost, men åt nordväst är den platt. Trakten är obefolkad. Det finns inga samhällen i närheten.